# L'âge de Monsieur est avancé

L'âge de monsieur est avancé est un téléfilm français de Pierre Étaix diffusé en 1987.

## Synopsis
Un metteur en scène et deux acteurs travaillent sur une nouvelle pièce.

## Fiche technique
- Réalisation et scénario : Pierre Étaix, d'après sa pièce de théâtre écrite en 1982
- Sociétés de production : FR3 Cinéma, La Sept Cinéma
- Directeur de la photographie : Edmond Séchan
- Ingénieurs du son : Alain Duprat, Hubert Juzanx
- Musique : Doucet, Jean Wiener, Giuseppe Verdi
- Décorateur : André-Roland Palis
- Monteurs : Jean-Baptiste de Battista, René Garat
- Genre : comédie
- Année : 1987
- Durée : 1h30
- Pays :  France
- Tourné en couleur

## Distribution
- Nicole Calfan : Suzanne / Jacqueline
- Jean Carmet : le régisseur / Désiré
- Pierre Étaix : l'auteur